# Grégoire le Thaumaturge
Grégoire le Thaumaturge (né vers 213 à Néocésarée et mort vers 275 dans la même ville) est un évêque de Néocésarée (actuelle Niksar) dans la région du Pont (aujourd'hui de la mer Noire) où il a largement contribué à la diffusion du christianisme. Ses écrits ont aidé au développement de la doctrine de la foi, et il est devenu célèbre pour avoir accompli un grand nombre de guérisons et de miracles notoires. Canonisé, il est fêté le 17 novembre.

## Biographie
Sa date de naissance précise n'est pas connue, il serait né vers 213 dans la ville de Néocésarée dans le Pont (actuellement en Turquie), dans une famille païenne aisée.
Peu après le décès de son père, il quitte sa ville natale pour se rendre avec sa sœur à Césarée, le mari de cette dernière y ayant obtenu un poste de fonctionnaire. Il espère, depuis Césarée, pouvoir se rendre ensuite à Béryte pour y étudier le droit romain, la ville abritant alors une école très réputée dans le domaine. 
Mais arrivé à Césarée, Grégoire découvre que la ville abrite Origène, fameux théologien chrétien qui y a trouvé refuge après avoir dû quitter Alexandrie. Curieux, Grégoire va l'écouter et est fasciné par son enseignement. Il reçoit alors le baptême chrétien, puis devient élève et disciple d'Origène, ce qu'il reste pendant cinq à sept ans, selon les sources,. 
Il finit par quitter son maître et retourne dans sa ville natale dans le but de s'y dédier à la prière. Mais l'Archevêque Phédime d'Amasée ayant entendu parler de ses vertus, il consacre Grégoire évêque de Néocésarée, malgré les protestations initiales de ce dernier qui ne voulait pas de cette charge ecclésiastique, mais qu'il finit par accepter.
Son œuvre pastorale ainsi que les nombreux miracles qu'il fait évangélisent la région, qui était initialement païenne, et très rapidement, le nombre de fidèles s'accroît considérablement.
Durant la persécution de Dèce, vers 250, il choisit avec un certain nombre de fidèles de se cacher dans les montagnes entourant Néocésarée plutôt que de s'exposer inutilement à la mort, et afin de protéger la foi des plus faibles. Toutefois, sa cachette est à un moment découverte par des soldats, mais miraculeusement, Grégoire et ses compagnons disparaissent des yeux de leurs poursuivants, qui rentrent bredouilles. 
Quand les persécutions cessent, les difficultés de Grégoire ne sont pas pour autant terminées, la peste sévit peu après, suivie d'une invasion des Goths décrite dans sa Lettre canonique. Il doit défendre l'orthodoxie au concile d'Antioche de 269, contre les attaques de Paul de Samosate.
Vers 275, alors qu'il s'apprête à mourir, il demande combien il reste de païens à Néocésarée, on lui apprend qu'il y en a dix-sept. Il aurait alors répondu:
« C'est autant que j'y ai trouvé de Chrétiens quand j'ai pris l'administration du diocèse ».

## Œuvres

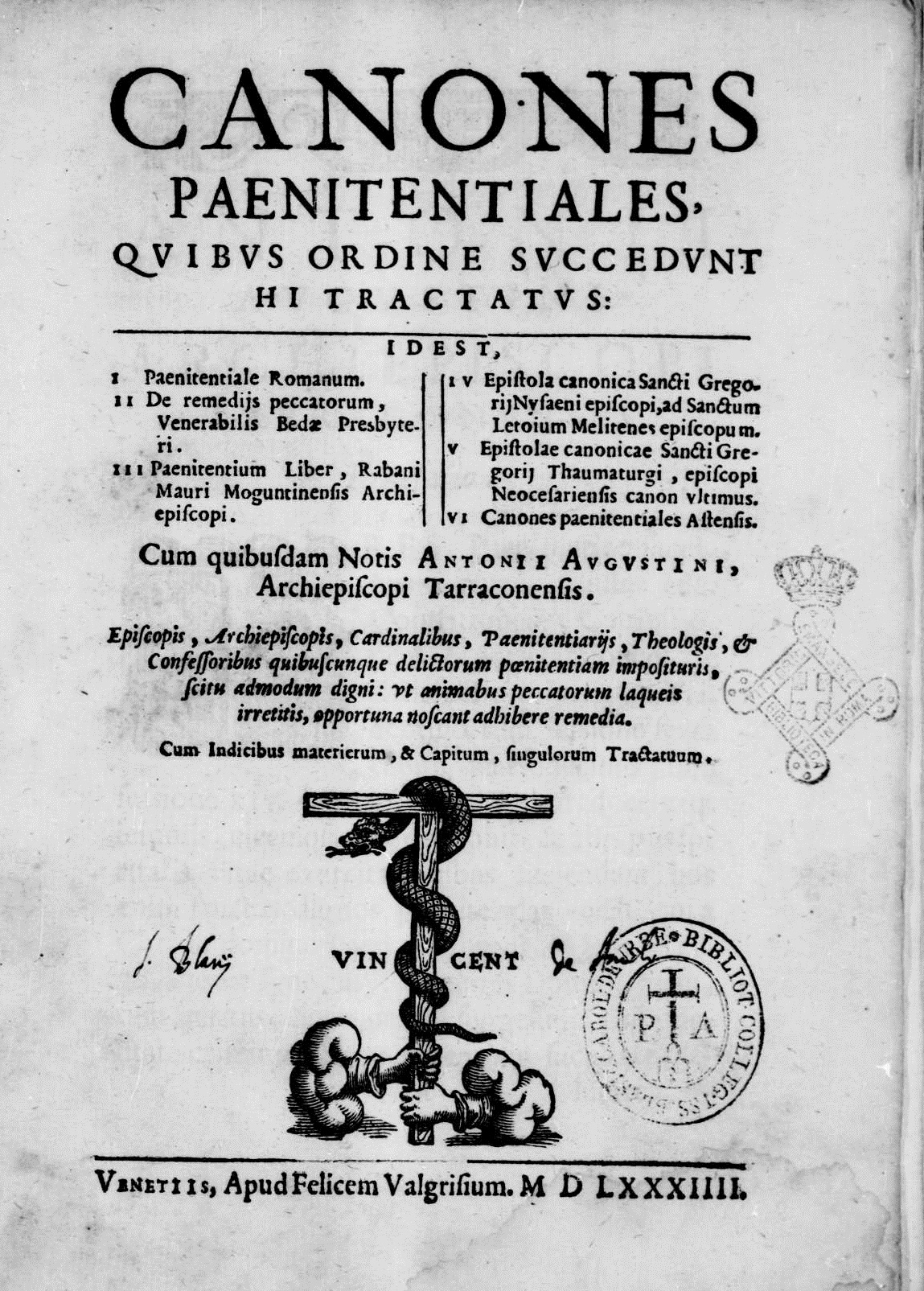
Canones paenitentiales, édition de 1584.

- Oratio Panegyrica (en honneur d'Origène)
- Ἔκθεσις τῆς πίστεως ("exposition de la foi")
- Metaphrasis eis ton Ekklesiasten tou Solomontos (paraphrase de Ecclésiaste)
- Epistola ad Philagrium
- Kephalaia peri pisteos dodeka ("douze chapitres de foi")
- (la) Canones paenitentiales
  - (la) Canones paenitentiales, Venezia, Felice Valgrisi, 1584 (lire en ligne)
- CPG 1763-1794
- Grégoire le Thaumaturge et Origène, Remerciement à Origène suivi de La Lettre d'Origène à Grégoire, collection « Sources chrétiennes », no 148, Éditions du Cerf, 1969.

## Édifices
- L'église Saint-Grégoire de Néocésarée (ru) à Moscou, construite en 1679. Ses contemporains l'avaient surnommée « La Belle » (Krasnaïa). La corniche est décorée d'une frise en céramique. L'ensemble est bariolé de couleurs vives.